# Rasterpitvis
De rasterpitvis (Callionymus reticulatus) is een straalvinnige vis uit de familie van pitvissen (Callionymidae), orde baarsachtigen (Perciformes), die voorkomt in het noordoosten van de Atlantische Oceaan en de Middellandse Zee.
De rasterpitvis is vrij algemeen in de zuidelijke Noordzee en de kusten van de Lage Landen.

## Anatomie
De rasterpitvis kan een maximale lengte bereiken van 6,5 cm (vrouwtje) tot 11 cm (mannetje). Het lichaam van de vis heeft een langgerekte vorm.
De vis heeft één zijlijn, twee rugvinnen en één aarsvin. Er zijn vier stekels en tien vinstralen in de rugvin en 8 -10 vinstralen in de aarsvin. De voorste rugvin van het mannetje is minder lang dan bij de (gewone) pitvis. De tweede rugvin heeft een karaktersitiek patroon van donkeromrande blauwe en gele vlekken (zie afbeelding). Jonge exemplaren en vrouwtjes zijn lastig te onderscheiden van de gewone pitvis.

## Leefwijze
De rasterpitvis is een zout- en brakwatervis die voorkomt in een gematigd klimaat.  De soort is voornamelijk te vinden in kustwateren (zoals estuaria, lagunes en brakke zeeën), getijdestromen, zeeën, zachtstromend water en wateren met een zachte ondergrond. De diepte waarop de soort voorkomt is maximaal 110 m onder het wateroppervlak.
Het dieet van de vis bestaat hoofdzakelijk uit dierlijk voedsel: macrofauna en vis.

## Relatie tot de mens
De rasterpitvis is voor de visserij van geen belang. De soort staat niet op de Rode Lijst van de IUCN.